# Ernesto Figueiredo
Ernesto de Figueiredo (født 6. juli 1937 i Tomar, Portugal) er en tidligere portugisisk fodboldspiller (angriber).
Figueiredo spillede på klubplan otte år hos Sporting Lissabon, hvor var han med til at vinde to portugisiske mesterskaber. Her var han med til at vinde to portugisiske mesterskaber. Han var også en del af klubbens triumf i Pokalvindernes Europa Cup i 1964. Her spillede han begge finalekampene mod ungarske MTK Budapest, og scorede to mål i den første af kampene.
Figueiredo spillede, mellem 1966 og 1969, seks kampe for Portugals landshold. Han var en del af det portugisiske hold, der vandt bronze ved VM i 1966 i England, men kom dog ikke på banen i turneringen.

## Titler
Primeira Liga
- 1962 og 1966 med Sporting Lissabon

Pokalvindernes Europa Cup
- 1964 med Sporting Lissabon